# Richard Buhlig
Richard Buhlig   (Chicago, 21 de desembre de 1880 - Los Angeles, 30 de gener de 1952) va ser un pianista estatunidenc.
Buhlig va néixer a Chicago d'un pare immigrant alemany de Saxònia, el forner Moritz Buhlig i la seva dona Louise. Va rebre les primeres lliçons d'August Hyllested, Wilhelm Middelschulte i Margaret Cameron, que havien estudiat amb el llegendari Teodor Leszetycki. El 1897, Buhlig, de 16 anys, es va traslladar a Viena per estudiar amb el mateix Teodor Leszetycki. En acabar els seus estudis el 1900, va oferir el seu primer concert públic el 1901 a Berlín i va fer una gira extensa per Europa fins a finals de 1906. Va viure a Berlín fins al maig de 1916, on va teoritzar els estudiants en privat, entre d'altres Grete Sultan i Grete Trakl, el germana de l'austríac el poeta Georg Trakl.
El 1907 Buhlig va fer el seu primer debut madur americà, amb lOrquestra de Filadèlfia a la ciutat de Nova York. El 1918 Buhlig es va incorporar a la plantilla de la Juilliard School (llavors anomenada "Institut d'Art Musical") de Nova York com a professor de piano: va fer recitals de Beethoven, Brahms, Chopin, Schubert i Schumann (amb èmfasi en Beethoven). Tanmateix, aviat va deixar el càrrec i va tornar a Europa. Alguns anys després va tornar als Estats Units i es va establir a Los Angeles, dividint el seu temps entre ensenyar i actuar. Va morir a Los Angeles.
Com a pianista, Buhlig va ser molt apreciat per les seves interpretacions de Bach (en particular la transcripció per piano de The Art of Fugue que va fer i interpretar), el difunt Beethoven i Brahms. No obstant això, gran part del seu repertori era música contemporània o gairebé contemporània. Va donar l'estrena americana de l'Op. d'Arnold Schönberg. 11 peces interpretades d'ltres modernistes europeus com Ferruccio Busoni, Béla Bartók, Zoltán Kodály i Claude Debussy.
També va tocar música de nous compositors com Ruth Crawford i Adolf Weiss, entre d'altres. A la dècada de 1920 va començar a interpretar a Henry Cowell (a qui també va ensenyar) i el seu cercle. A principis dels anys trenta Buhlig va fer de tutor a John Cage: va ser ell qui va aconsellar a Cage estudiar amb Schönberg. La pianista alemanya Grete Sultan, mentora de Christian Wolff i amiga de Cage (a qui havia conegut el 1946 a través de Buhlig), havia estudiat amb Buhlig a principis de la dècada de 1900: es van convertir en amics per tota la vida.